# Tringa melanoleuca
Tringa melanoleuca là một loài chim trong họ Scolopacidae.
Loài chim này có chiều dài từ 29 đến 40 cm (11 đến 16 in) và trọng lượng từ 111 đến 250 g (3,9 đến 8,8 oz).
Môi trường sinh sản của chúng là đầm lầy và đầm lầy ở khu vực rừng nhiệt đới Canada và Alaska. Chúng làm tổ trên mặt đất, thường ở những vị trí khuất gần nước. Mỗi tổ có ba đến bốn quả trứng có chiều dài trung bình 50 mm (2,0 in) và chiều rộng 33 mm (1,3 in) và nặng khoảng 28 g (0,99 oz). Thời gian âp trứng là 23 ngày. Chim non rời tổ trong vòng 24 giờ sau khi nở và sau đó rời khu vực gần tổ trong vòng hai ngày.
Chúng di cư đến bờ biển Đại Tây Dương và Thái Bình Dương của Hoa Kỳ và phía nam đến Nam Mỹ.Chúng rất hiếm khi đến Tây Âu.